# 見よ、飛行機の高く飛べるを
『見よ、飛行機の高く飛べるを』（みよ、ひこうきのたかくとべるを）は、永井愛作の戯曲。1997年初演。永井は本作品と『ら抜きの殺意』により芸術選奨文部大臣新人賞を受賞した。4半世紀以上にわたり、様々な劇団、また学生演劇部によって上演され続けている。1998年に而立書房より出版された。

## 物語の背景
1911年（明治44年）5月、日本で国産民間機の初飛行が成功し、翌6月に石川啄木は「飛行機」という詩を書いた。永井は、この啄木の詩の一節をタイトルとし、祖母の永井志津と市川房枝の交流を題材にして、本作品を書き下ろした。初演は1997年（平成9年）。物語の背景は下記のとおり。
1909年（明治42年）4月、市川房枝は愛知県額田郡岡崎町（現・岡崎市六供町）にあった愛知県第二師範学校女子部に入学した。当時、師範学校は月謝がなく、寄宿舎の費用も無料であった。かつ卒業後は5年間、県内の小学校に勤務する権利と義務が与えられていた。その岡崎の師範学校の1年上級に永井志津がいた。市川は志津に「自分はいつか、全国女教員の読む雑誌を出したいと思っている。力強い文章を書くには、どうしても漢文が必要だ。いっしょに勉強をしないか」と言った。それから毎夕食後、市川と志津は作法室に行き、『日本外史』などから読み始めた。志津によれば、いつも雑談に花が咲いてしまい、折角の勉強もあまり実らなかったが、市川が志津の入っている弓術部に顔を出したりして、二人は親しくなっていったという。
4年目の1912年（明治45年）4月、西春日井郡金城村（現・名古屋市西区天神山町）に愛知県女子師範学校が新設され、市川も下級の3年生、2年生とともに同校に移った。新任の校長は植物学者の郷野基厚だった。郷野の推し進める良妻賢母教育に反発していた市川は同年7月、ついに同級生28人と授業ストライキを実施し、28か条の要求書を提出した。

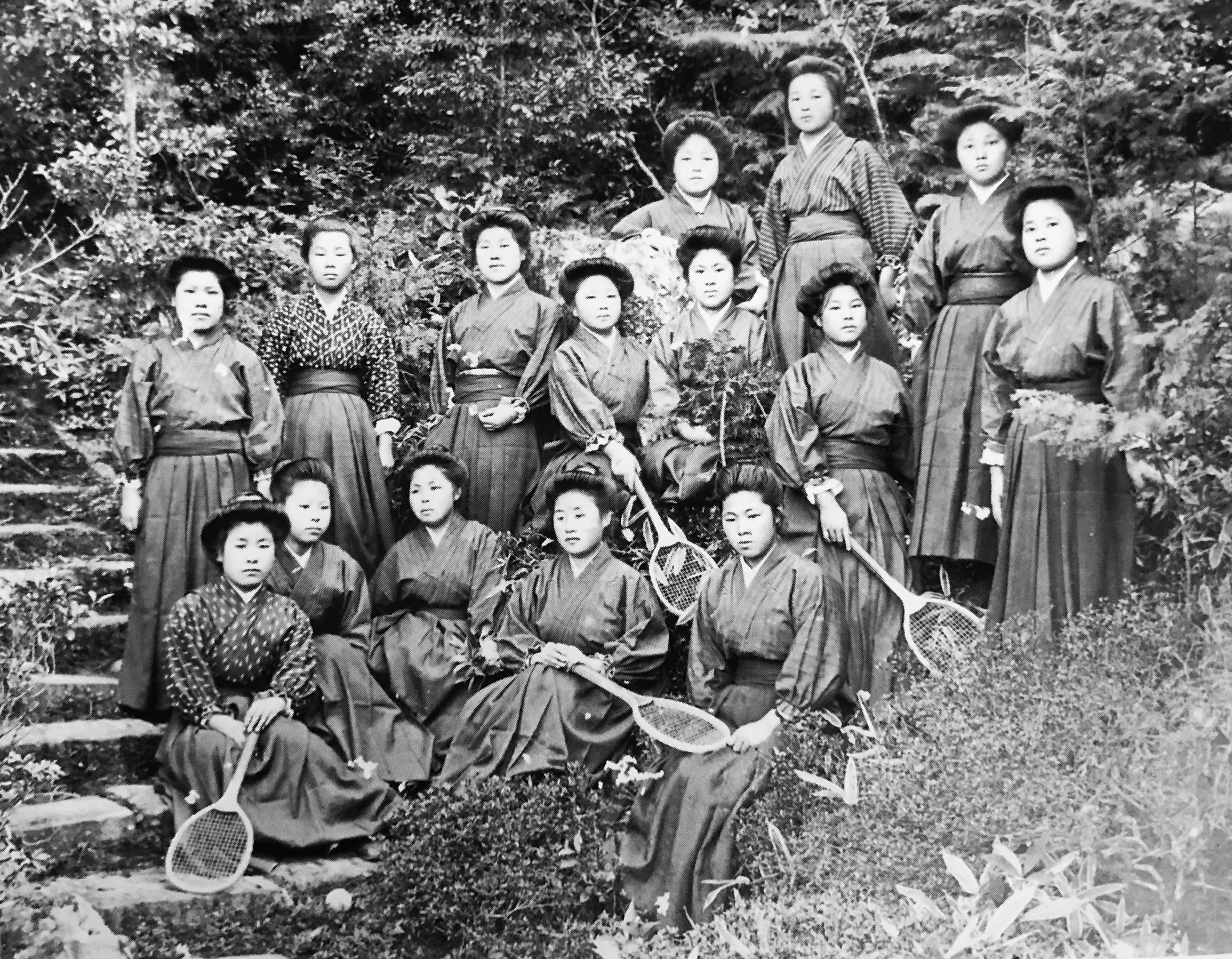
愛知県第二師範学校女子部の生徒。前列右端は市川房枝。
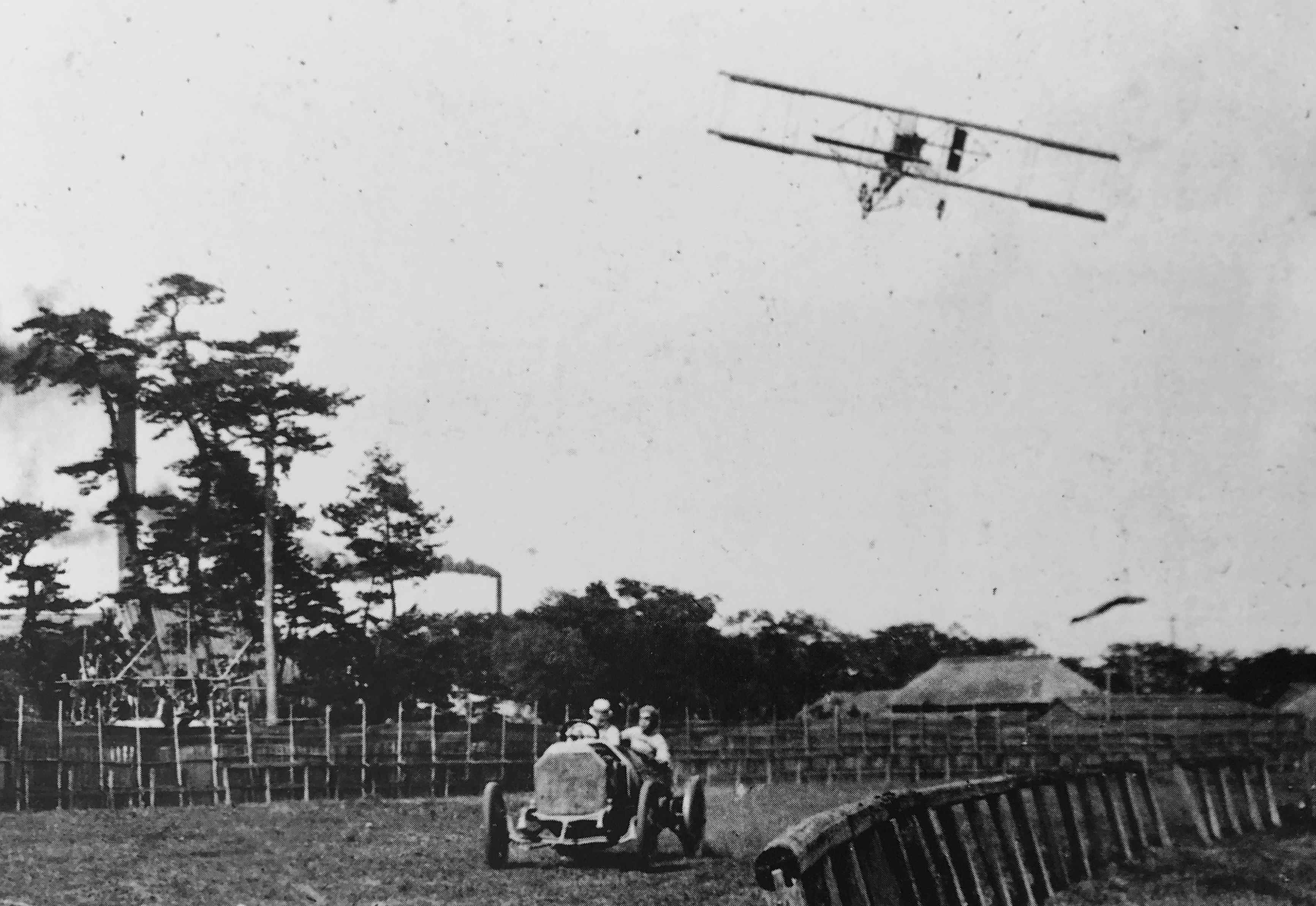
国産民間機の初飛行が成功した1911年5月、米国人のJ.C.マースが乗る飛行機と大倉喜七郎のフィアット100馬力のスピード・レースが川崎競馬場で行われた[16]。

## 主な公演
初演は1997年10月。劇団青年座によって行われた。それぞれの劇団によって物語の場所は異なり、岡崎市とするものもあれば、名古屋市とするものもある。
| 主催                               | 期間                  | 会場                                                                                            | 演出                 | 出演                 | 出典         |
| ---------------------------------- | --------------------- | ----------------------------------------------------------------------------------------------- | -------------------- | -------------------- | ------------ |
| 劇団青年座                         | 1997年10月10日 - 19日 | 本多劇場                                                                                        | 黒岩亮               |                      | [ 17 ]       |
| 劇団青年座                         | 1999年8月7日 - 11日   | 紀伊國屋サザンシアター                                                                          | 黒岩亮               | 麻生侑里、松熊明子   |              |
| 劇団青年座                         | 2014年5月10日 - 18日  | 本多劇場                                                                                        | 黒岩亮               | 安藤瞳、小暮智美     | [ 19 ]       |
| 劇団青年座                         | 2017年2月、3月        | 旭川市民劇場（2月20日 - 21日） 練馬区立練馬文化センター（2月28日、3月1日） 會津風雅堂（3月4日） | 黒岩亮               | 安藤瞳、小暮智美     | [ 8 ] [ 20 ] |
| 世田谷パブリックシアター           | 2004年11月            | 世田谷パブリックシアター（1日 - 24日） 水戸芸術館ACM劇場（27日 - 28日）                         | アントワーヌ・コーベ | 井川遥、魏涼子       | [ 21 ]       |
| ぱれっと                           | 2007年2月8日 - 12日   | 俳優座劇場                                                                                      | 越光照文             | 国分佐智子、宮本真希 | [ 22 ]       |
| ニコニコミュージカルワークショップ | 2011年9月21日 - 25日  | テアトルBONBON                                                                                  | 茅野イサム           | 吉留明日香、藤田知美 | [ 23 ]       |
| 桐朋学園芸術短期大学               | 2014年9月12日 - 15日  | 東京芸術劇場シアターイースト                                                                    | 越光照文             |                      | [ 1 ]        |
| ことのはbox                        | 2018年2月14日 - 18日  | シアターグリーン BOX in BOX                                                                     | 酒井菜月             | 春名風花、廣瀬響乃   | [ 24 ]       |
| ことのはbox                        | 2019年3月13日 - 17日  | 中目黒キンケロ・シアター                                                                        | 酒井菜月             | 廣瀬響乃、小野寺ずる | [ 25 ]       |
| ことのはbox                        | 2024年3月28日 - 31日  | 東京芸術劇場シアターウエスト                                                                    | 酒井菜月             | 清水麻璃亜、石森咲妃 | [ 26 ]       |
| 劇団皆奏者                         | 2023年11月24日 - 26日 | 大阪市立芸術創造館                                                                              | 神崎真               | 桜糀るな、野口萌花   | [ 4 ]        |
| 悪童会議                           | 2025年5月21日 - 25日  | こくみん共済 coop ホール／スペース・ゼロ                                                        | 茅野イサム           | 七木奏音、今村美歩   | [ 27 ]       |